# ورزشگاه المپیک آنتورپ
ورزشگاه المپیک آنتورپ (انگلیسی: Olympisch Stadion) یک ورزشگاه چند منظوره در شهر آنتورپ، بلژیک است.
این ورزشگاه که در سال ۱۹۲۰ تأسیس شده دارای ۱۲٬۷۷۱ نفر ظرفیت می‌باشد و ورزشگاه اصلی بازی‌های المپیک تابستانی ۱۹۲۰ بوده است.